# Полидор Вергилий
Полидо́р Верги́лий, Полидо́ро Верги́лио, Полидо́ро Кастелле́зи (лат. Polydorus Vergilius, Polydorus Castellensis, итал. Polidoro Virgilio, Polidoro Castellesi; англ. Polydore Vergil (Virgil); 1470, Примичилио — 18 апреля 1555, Урбино) — итальянский историк-гуманист и энциклопедист, значительную часть своей жизни проживший в Англии. Ранее известен был также под именем Полидоро Виргилио Кастелле́зи, поскольку считался родственником кардинала Адриано Кастеллези, в 1504—1518 годах бывшего епископом Бата и Уэльса. Наиболее известны его латинские сочинения «История Англии» (лат. Historia Anglica) и «Об изобретателях» (лат. De Inventoribus).

## Биография
Родился в 1470 году в Примичилио близ Урбино, в семье преуспевающего нотариуса Джорджио Виргилио и Баттисты Пини. На протяжении нескольких поколений род его был тесно связан с учёными кругами. Его прадед Антонио Виргилио, «человек весьма сведущий в медицине и астрологии», был доктором философии и преподавал в Парижском университете, один из братьев Джованни Маттео, умерший молодым, с 1517 года преподавал философию в университете Павии, а другой, Джироламо, между 1513 и 1526 годами вёл в Лондоне свои торговые дела. Племянница его, Фаустина, вышла замуж за Лоренцо Боргоджелли, графа Фано, родоначальника семьи Боргоджелли Вирджили.
Не позже 1482 года Джорджио переехал с семьёй в южный пригород Урбино Ферминьяно, откуда была родом его жена Баттиста, брат которой Тезео служил викарием у епископа Фоссомброне и сам был не чужд перу. Возможно, под влиянием последнего юный Полидоро поступил в Болонский университет, где изучал риторику и поэтику у известного Филиппо Бероальдо, а затем учился в Падуе, после чего состоял до 1498 года на службе секретарём у Гвидо Убальдо, третьего герцога Урбино. Уже в это время он начал заниматься литературной деятельностью, которая поощрялась его знатным покровителем, а также воспитателем последнего известным гуманистом Лодовико Одасио.
В 1496 году, в возрасте 26 лет, принял священнический сан. Не позже 1499 года поступил на службу камергером к папе Александру VI, а в 1501/1502 году отправлен был в Англию для сбора «денария святого Петра», вероятно, вместе со своим предполагаемым родственником и покровителем Адриано Кастеллези.
В 1503 году получил в награду приход в Чёрч-Лэнгтоне (Лестершир), в 1507 году — пребенду в Ноннингтоне и кафедру в Херефорде, в 1508 году — пребенду в Бренте, став архидиаконом Уэлса (графство Сомерсет), а в 1513 году — пребенду в Оксгейте при соборе Св. Павла.
22 октября 1510 года, получив по поручению нового короля Генриха VIII папскую буллу, подтверждающую основание колледжа Св. Иоанна в Кембридже, был натурализован в качестве английского подданного. Сумел завоевать дружбу и расположение у ряда учёных, политиков и церковных деятелей, включая переводчика и медика Томаса Линакра, философа и правоведа Томаса Мора, богослова Джона Фокса, проповедника Хью Латимера, схоластика и королевского советника Кутберта Тунсталла, королевского капеллана Джона Колета, епископа Рочестерского Джона Фишера, архидиакона Норфолкского Кристофера Урсвика, дипломата Ричарда Пейса, епископа и лорда-хранителя малой печати Ричарда Фокса и др. Вместе с Мором вошёл в кружок лондонских гуманистов «Doctor’s Commons» и активно переписывался с гуманистами европейскими, в частности, Эразмом Роттердамским, с которым познакомился во время пребывания его в Англии, а также Леонардо да Винчи и Гийомом Бюде.
В 1515 году, не сумев выполнить в Риме поручение всесильного кардинала Томаса Уолси, был арестован по королевскому приказу, но вскоре освобождён благодаря заступничеству папы Льва X и кардинала Джулио Медичи. Несколько раз, в 1513—1514, 1516—1517 и 1533—1534 годах, возвращался в Италию, посетив родной город. Четвёртый герцог Урбинский Франческо Мария делла Ровере, узнав о его научных и литературных трудах, в 1534 году возвёл всю его семью в дворянство. В том же году, возвратившись в Англию, присягнул королю Генриху согласно «Акту о супрематии», оставшись, однако, в стороне от дела реформации.
В 1546 году он сложил с себя полномочия архидиакона Уэлса, получив вместо этого от короны пожизненную ренту. Летом 1553 года, отправив свои поздравления с восшествием на престол королеве Марии, вернулся на родину. Поселился в своём фамильном доме в Урбино недалеко от герцогского дворца, где и умер 18 апреля 1555 года. Похоронен был в расположенном в замке соборе, в часовне, сорока годами ранее отстроенной на его собственные деньги.

## Сочинения
В 1496 году составил в Падуе отзыв на книгу «Рог изобилия» (лат. Cornu Copiae) — сборник комментариев к Марциалу, изданный в Венеции Никколо Перотти. В 1498 году выпустил «Книгу поговорок» (лат. Liber Proverbiorum), которая считается одним из первых сборников латинских пословиц и поговорок. Другая его книга «Об изобретателях вещей» (лат. De inventoribus rerum), напечатанная в Венеции в августе 1499 года и посвящённая вышеназванному Одацио, долгое время являлась наиболее авторитетным энциклопедическим изданием по различным вопросам изобретений, открытий, происхождения культурных и социальных феноменов, а также по истории формирования иерархии католической церкви. Её упоминает, в частности, Сервантес в своём «Дон Кихоте» (1605—1615), а в 1720 году она переведена была на русский язык по распоряжению Петра I.
Не позже 1505 года по инициативе короля Генриха VII Полидор начал работу над составлением своей «Истории Англии» (лат. Anglica Historia), в основном завершённой к 1514 году. В первоначальной своей редакции, доводящей изложение до 1509 года, она состояла из 26 книг, впервые напечатанных в 1534 году в Базеле и там же в 1546 году переизданных. 27-я книга, описывающая правление Генриха VIII до 1537 года (до рождения Эдуарда VI), была опубликована в 1555 году.
Источниковая база труда Полидора весьма обширна и неоднородна, так, в изложении шотландской истории он в основном опирался на латинскую «Историю Шотландии» Гектора Бойса (1527). Преодолевая анналистический подход своих предшественников, Полидор называет средневековые монастырские хроники Англии «голыми, грубыми и хаотичными», которые «образованный человек читает с отвращением и понимает с трудом», признавая заслуживающими внимания лишь сочинения Уильяма Мальмсберийского (XII в.) и Матвея Парижского (XIII в.) и критикуя за недостоверность «Историю королей Британии» Гальфрида Монмутского (XII в.), особенно применительно к Артуровскому циклу. Отвергая достоверность легенды о происхождении английских королей от Брута Троянского, он сокрушается, что её приняли на веру даже такие авторитетные авторы, как Генрих Хантингдонский и Ранульф Хигден. А опровергая все баснословные этимологии Гальфрида, указывает, что в трудах классиков вроде Цезаря, Страбона, Тацита, Плиния и Птолемея названия британских городов не упоминаются.
В предисловии, адресованном Генриху VIII, излагаются основные мотивы историописания. По словам Полидора, народам свойственно хранить память о деяниях предков для того, чтобы подражать примерам положительным и избегать повторения отрицательных. Морально-дидактическую функцию истории он не отделяет от познавательной, указывая на то, что Британия якобы «бедна историческими описаниями», за исключениям трудов Гильды Премудрого и Беды Достопочтенного. Считая себя как иноземца «сторонним наблюдателем», свободным от всякой националистической предвзятости, Полидор видит гарантом достижения достоверности полное избавление историка от личных эмоций и предпочтений.
«Английская история» Полидора выстраивается по следующей структуре: в первых частях даётся подробное географическое и этнографическое описание страны, подобно «Полихроникону» Ранульфа Хигдена (XIV в.), затем последовательно излагаются события до норманнского завоевания (1066), после чего рассказ в манере Светония сосредотачивается на правлениях отдельных королей, с преимущественным вниманием к их личным качествам, нравам и деяниям. В соответствии с принципами гуманистической историографии, Полидор разбавляет текст своего сочинения диалогами персонажей и снабжает его ссылками.
При жизни автора «Английская история» не пользовалась популярностью, прежде всего из-за своей тенденциозности. Выполняя политический заказ Тюдоров, историк безосновательно превратил безвольного и недееспособного короля Генриха VI в некую эпическую фигуру, изобразив его чуть ли не святым, а его неверную супругу-интриганку Маргариту Анжуйскую — в героическую защитницу законных прав династии Ланкастеров. Мудрый и дальновидный Эдуард IV Йоркский выведен у него не столько народным любимцем, сколько клятвопреступником и братоубийцей, а Ричард III и вовсе становится эталоном отрицательного правителя. Откровенно фальсифицируя исторические факты, Полидор указывает на значительный перевес сил Йорков практически в каждом сражении Войны Роз, всячески занижая численность армии Ланкастеров.
Саму же по себе эту междоусобную войну Полидор в духе критикуемых им средневековых хронистов рассматривает как наказание свыше за переворот 1399 года, в ходе которого Ланкастеры свергли последнего представителя династии Плантагенетов Ричарда II, рассматривая приход к власти Тюдоров в качестве акта божественного спасения всей страны. Наибольшую ценность в историческом отношении представляют те части работы, в которых он повествует о событиях последних лет.
Достоверно не установлено, как оценил труд Полидора сам король Генрих VIII, но любимец последнего антикварий Джон Лиланд обрушился на неё с критикой одним из первых. В своей работе «Утверждение прославленнейшего Артура, короля Британии» (1544) Лиланд справедливо указывает на несостоятельность апелляции учёного итальянца к Гильде, не упомянувшему отнюдь не только легендарного предводителя бриттов, но и, к примеру, Аврелия Амброзия и древнекельтских вождей. Ещё радикальнее высказывался в отношении Полидора учёный епископ Джон Бейл, отметив в своей книге «Знаменитые писатели Британии» (1548), что тот «сильно изменил с этой целью свои сочинения, оскверняя наши английские хроники своей римской ложью».
История Полидора быстро сделалась в английском королевстве предметом не только широкого обсуждения, но и ожесточённой полемики и даже порицания, при Елизавете I же общественное мнение о нём сделалось и вовсе гротескным. К примеру, маргиналия на полях одной из рукописей сочинения Бейла гласит: «Полидор Вергилий — самая лживая собака с мире… он разграбил все английские библиотеки и, когда он получил все, что хотел, сжег эти знаменитые рукописные тома и сделал себя отцом чужих трудов — наивысшее преступление. Он не заслужил небеса, которые слишком хороши для него, но я не буду столь жесток, осудив его на ад, полагая, что он заслужил быть подвешенным между ними».
За тенденциозность на Полидора была также сочинена эпиграмма:
Virgilii duo sunt: alter Maro, tu Polydore
Alter. Tu mendax, ille Poeta fuit.
Виргилиев два: Марон и ты, Полидор;
ты лжец, а тот был поэт

В то же время, известно, что в эпоху Тюдоров пользовался доверием «Союз двух благородных и знаменитых семейств Ланкастеров и Йорков» Эдварда Холла (1548), в значительной мере основанный на труде Полидора. Католический мир отнёсся к труду Полидора более благосклонно, и в Ватиканской апостольской библиотеке сохранились две автографические рукописи его первой редакции, датированные 1512 и 1513 годами (Cod. Urb. Lat. 497, Cod. Urb. Lat. 498).
В рамках многолетней работы над своей историей Полидор подготовил к изданию и откомментировал труд Гильды Премудрого «О погибели Британии» (VI в. н. э.), напечатав его в 1525 году в Антверпене и посвятив своему вышеназванному другу Тунсталлу, ставшему к тому времени епископом Лондона. Публикация сочинения этого древнеанглийского автора предпринята была им с целью развенчать мифы, культивировавшиеся в средневековой историографии и не ставившиеся под сомнение как достоверные исторические сведения.
В 1526 году Полидор также написал, а в 1531-м издал «Диалог о чудесах» (лат. Dialogus de Prodigiis) в трёх книгах, посвятив его герцогу Урбинскому Франческо Мария. Развивая натуралистические идеи Цицерона, выраженные в трактате «О дивинации» (лат. De divinatione), эта книга содержит философский спор между автором и его кембриджским другом Робертом Ридли о природе естественного и сверхъестественного, а также по вопросам доверия различным предсказаниям и чудесам. В 1528 году Полидор перевёл беседу Иоанна Златоуста «О монахах», напечатав её в 1530 году под заглавием «О совершенном иноке» (лат. De perfecto monacho) с посвящением Эразму Роттердамскому, а в 1545 году опубликовал диалоги «Нетерпеливость и её последствия» (лат. Depatientia et eius fructu), «О жизни праведной» (лат. De vita perfecta) и «О правде и лжи» (лат. De veritate et mendacio), в основе которых лежат этические трактаты Блаженного Августина.